# 2024年6月南非风暴群
2024年6月1日至5日，一个大型风暴系统在南非东海岸产生强降雨和大风，影响了东开普省和夸祖鲁-纳塔尔省的多个市镇。风暴在纽卡斯尔和乌得勒支引发了两场龙卷风，其中更强的一个龙卷风袭击了通加特。

## 背景
2024年6月1日，南非气象局报告称，南非将遭遇切断低压。即低压系统与急流分离时形成的系统。气象局预测，该系统将在南非东海岸地区停留数日，并带来暴雨、强风和寒潮，并可能伴有冰雹。同一天，南非气象局向西开普省、夸祖鲁-纳塔尔省、北开普省和东开普省部分地区发布了黄色六级预警，预计这些地区将出现洪水、降雪、冰雹和强风。

## 影响
2024年6月3日下午，该风暴系统在沿海港口城市德班周边地区引发了两场龙卷风，袭击了纽卡斯尔、乌得勒支和通加特。第一场龙卷风出现在夸祖鲁-纳塔尔省东北部纽卡斯尔与乌得勒支之间，这场龙卷风起初为绳状，后发展成锥形。当天稍晚时，规模更大、强度更强的第二场龙卷风在通加特附近形成，并演变成楔形龙卷风，该龙卷风向东移动到德赛纳加尔和西提德斯之间的东海岸，随后消散。该龙卷风在通加特造成严重破坏，严重损毁多所住宅，树木被连根拔起，电力线路被摧毁，引发了大范围停电。夸祖鲁-纳塔尔省至少有12人在这场龙卷风系统中遇难，超过7,000所房屋受损，1,200个家庭无家可归。该省因风暴系统造成的损失达13亿兰特（约合6,860万美元）。据报道，龙卷风过后，通加特发生了抢劫事件。
风暴还带来了强降雨和冰雹，导致东开普省发生洪灾，造成至少11人死亡。纳尔逊·曼德拉湾市有2,000多人被疏散，其中许多人是从该地区贫民窟的临时住所中疏散的。至少有55人受轻伤，需要住院治疗。红十字会指出，纳尔逊·曼德拉湾和布法罗市遭受了最严重的洪灾，强降雨导致水坝决口和运河泛滥。萨拉·巴特曼区也报告了洪水造成的损失，而蒂里维尔附近的水坝则有坍塌的风险。纳尔逊·曼德拉湾市的建筑、排水系统、道路、供水设施和电力基础设施都遭到破坏，而夸诺布勒的桥梁被毁。据估计，该省的损失接近 52 亿兰特（2.75 亿美元）。
降雨和洪水对奥弗贝格地区的农业造成了严重破坏，降雨使地面过度饱和，造成土壤侵蚀，夺去表层肥沃土壤，并摧毁了农民赖以收获农作物的道路和桥梁。低压系统切断导致南非自由邦省等五个省的气温降至0摄氏度以下，导致南非迎来该年第一场降雪，不同地区的降雪量达30厘米。